# Boska kobieta
Boska kobieta – amerykański film z 1928 roku. Film nie dotrwał w całości do naszych czasów. Zachowały się jedynie fragmenty.

## O filmie
Był to piąty film Garbo w jej amerykańskiej karierze. Jego akcja rozgrywa się w latach 60. XIX wieku. Obraz zebrał mieszane oceny recenzentów.
Boska kobieta to jedyny film w dorobku Grety Garbo, który nie przetrwał do dziś. Istnieje tylko 9-minutowy fragment dzieła, który znaleziono w 1993 roku w Moskwie. Film w całości uznaje się za zaginiony.

## Obsada
- Greta Garbo jako Marianne
- Lars Hanson jako Lucien
- Lowell Sherman jako Henry Legrand
- Polly Moran jako pani Pigonier
- Dorothy Cumming jako Zizi Rouck
- Johnny Mack Brown jako Jean Lery
- Cesare Gravina jako Gigi
- Paulette Duval jako Paulette
- Jean De Briac jako reżyser